# Gebsattel
Gebsattel é um município da Alemanha, no distrito de Ansbach, na região administrativa da Média Francónia, estado de Baviera.